# Germain Encontre
Pour les articles homonymes, voir Encontre.
Germain Encontre, né à Marsillargues le 9 juin 1809 et mort à Constantine le 8 juillet 1853, est un écrivain et militant politique français.

## Biographie

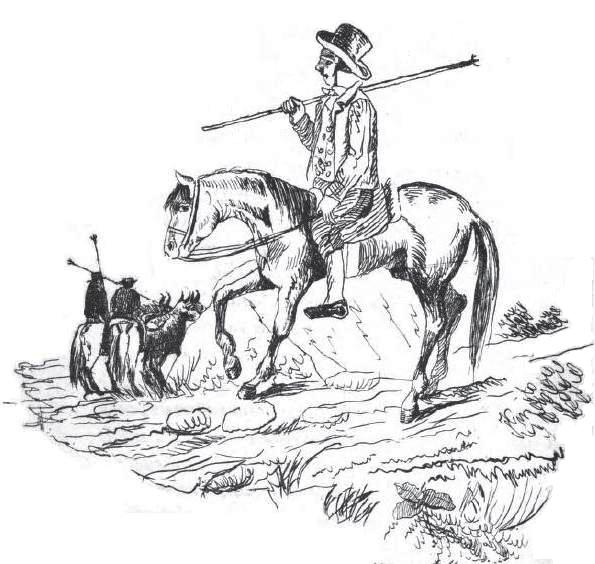
Représentation d'un gardian dans Una corsa de buòus

Pierre-Germain Encontre naît dans une famille d'agriculteurs protestants,. Il fait ses études à la faculté de théologie protestante de Montauban où il obtient un baccalauréat en théologie. Il est ensuite commis libraire à Montpellier. Installé à Nîmes, et influencé par Jean-Baptiste Fabre, il donne en provençal Una coursa de bioous (1839), un « poème comique sur les mœurs régionales ». Il livre aussi divers ouvrages de polémique religieuse et politique, notamment contre l'« invasion méthodiste ». Il diffuse ses idéaux démocratiques depuis son cabinet de lecture.
Après juin 1848, il apporte son soutien aux socialistes, participe à divers banquets et fonde plusieurs cercles. Il est emprisonné une première fois en avril-juin 1849. Bien que vivant dans la misère, il rassemble encore divers tracts politiques et chansons en brochures.

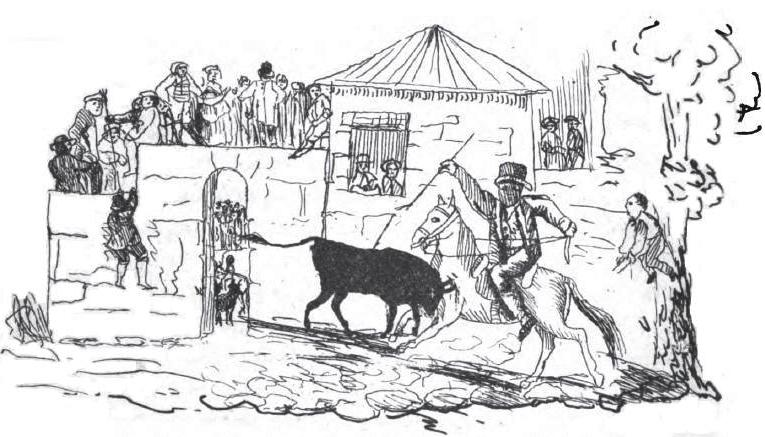
Illustration d'une course dans Una corsa de buòus

En réaction au coup d'État du 2 décembre 1851, il organise l'insurrection au sein du comité départemental de permanence. Arrêté peu de jours après, condamné en mars 1852, il est déporté politique en Algérie et meurt le 8 juillet 1853 à Constantine. Son frère Paulin, également condamné, voit cependant sa peine commuée en internement.

## Hommages
Une rue de Marsillargues porte son nom.
En 1994, dans le cadre de sa thèse de doctorat sur la course libre, Patrick Bruguière s'appuie sur le poème d'Encontre pour rendre compte des « pratiques tauromachiques camarguaises » au XIXe siècle.

## Ouvrages
- Una coursa de bioous : poème en 4 chants, en vers languedociens, Nîmes, Ballivet et Fabre, 1839 (BNF 30400083).
- L'Inondation de 1840, Nîmes, Ballivet et Fabre, 1841 (BNF 30400080).
- Les Héros de la finance, Nîmes, Durand-Belle, 1847 (BNF 30400079).